# Dohoi
Cet article concerne la langue dohoi. Pour le peuple dohoi, voir Dohoi (peuple).
Le dohoi ou ot danum est une langue austronésienne parlée en Indonésie, dans le Kalimantan du Sud, dans l'île de Bornéo. La langue appartient à la branche malayo-polynésienne des langues austronésiennes.

## Classification
Le dohoi est une des langues barito occidentales, un groupe des langues malayo-polynésiennes occidentales.

## Vocabulaire
Exemples du vocabulaire de base du dohoi :
| français       | dohoi       | indonésien/malais | Prononciation |
| -------------- | ----------- | ----------------- | ------------- |
| un             | ihčɔ'       | satu              |               |
| cinq           | limɔ'       | lima              |               |
| cendres        | kraβu'      | abu               |               |
| pleuvoir       | učan        | hujan             |               |
| maison         | ʎɔhpɔ       | rumah             |               |
| feu            | ahpui       | api               |               |
| soleil         | mahta ɔndou | matahari          |               |
| cochon sauvage | baβui       | babi (cochon)     |               |

## Sources
- (en) Hudson, Alfred B., The Barito Isolects of Borneo. A Classification Based on Comparative Reconstruction and Lexicostatics, Data Paper: Number 68, Ithaca, Department of Asian Studies, Cornell University, 1976.